# Uteun Sikumbong
Uteun Sikumbong is een bestuurslaag in het regentschap Bireuen van de provincie Atjeh, Indonesië. Uteun Sikumbong telt 336 inwoners (volkstelling 2010).